# Sint-Antoniuskapel (Strijpen)
De Sint-Antoniuskapel of Kapel Sint-Antonius-van-Padua is een kapel aan de Knutsegemstraat in het gehucht Knutsegem in Strijpen, deelgemeente van de Belgische stad Zottegem. De kapel is een rechthoekig neogotisch gebouw uit het eerste kwart van de twintigste eeuw; ze is gewijd aan Antonius van Padua. Tegen de koorgevel bevindt zich de halfronde grafkelder van minderbroeder Antonius M. Haegeman (1886-1969). Achter de kapel ligt een bosje met daarin grote witte beelden die het leven van Antonius evoceren. Naast de kapel ligt het voormalige retraitehuis Sint-Antoniuskluis (nu in gebruik door Poverello). De kapel is een bakstenen gebouw van vier traveeën onder een zadeldak met klokkenruiter. De glasramen dateren van 1922 en later.

## Afbeeldingen

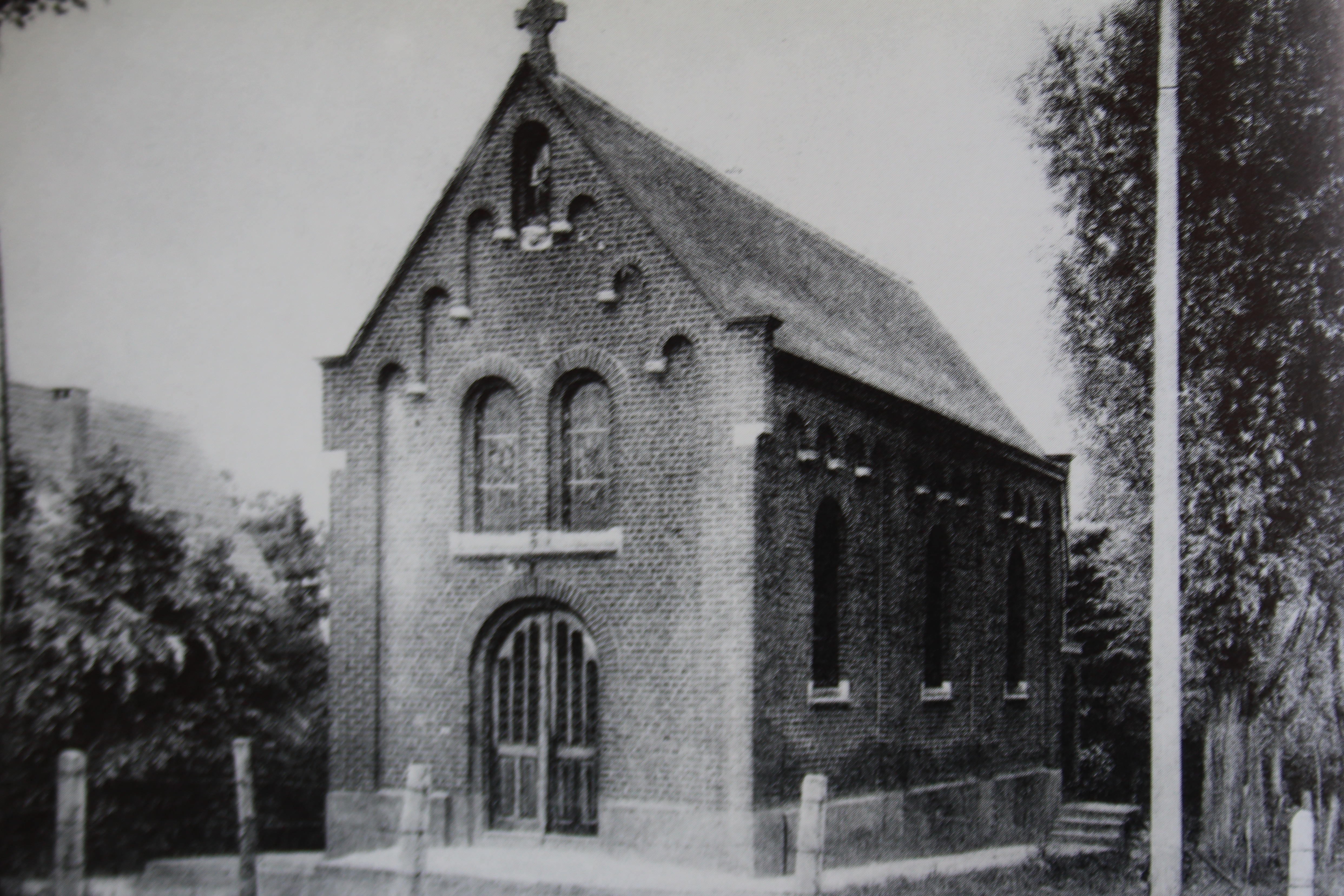
De Sint-Antoniuskapel (historische prentbriefkaart)
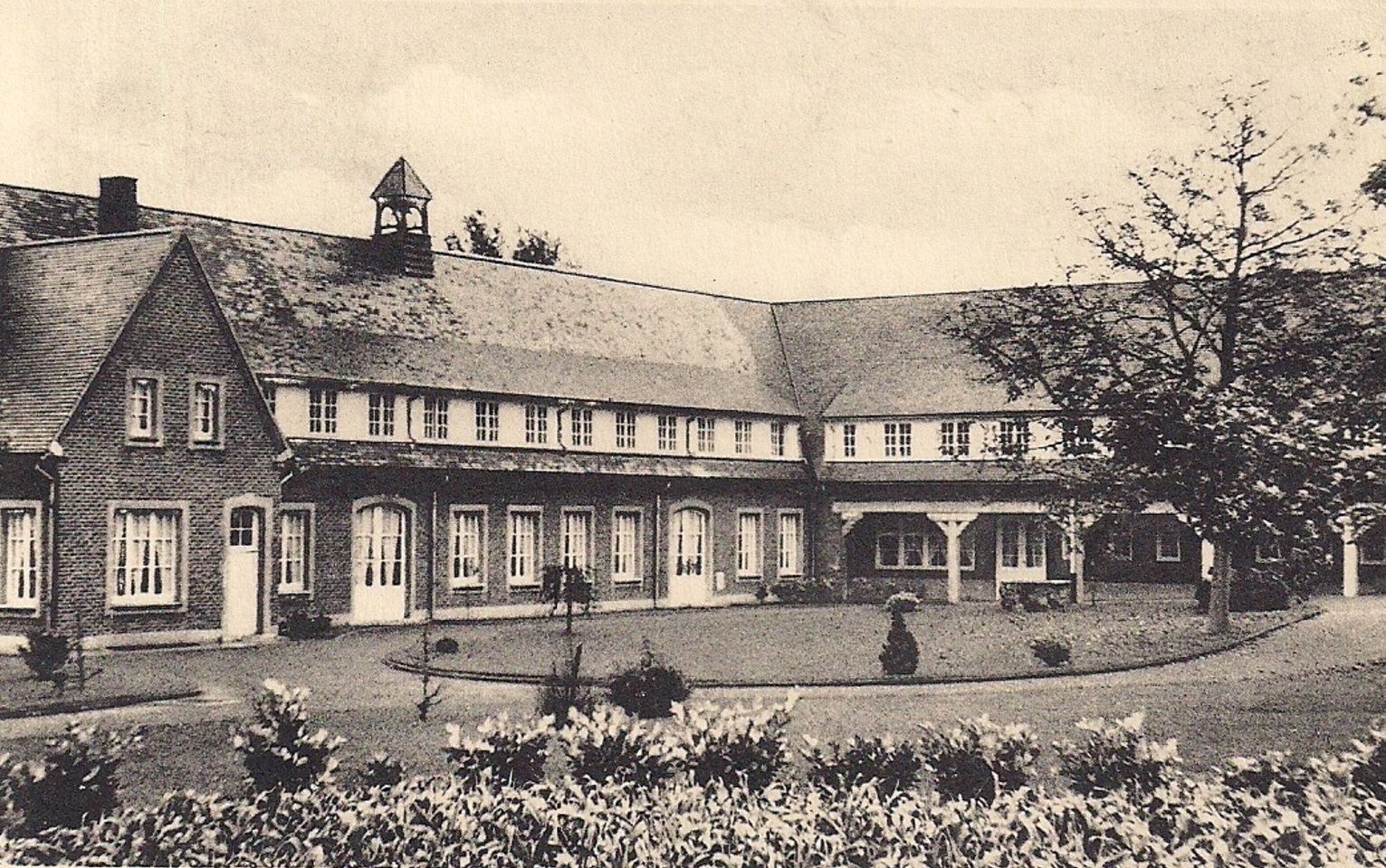
De Sint-Antoniuskluis (historische prentbriefkaart)
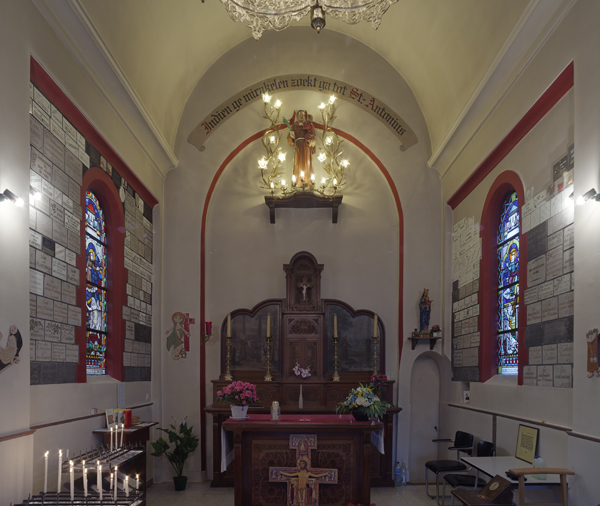
Interieur
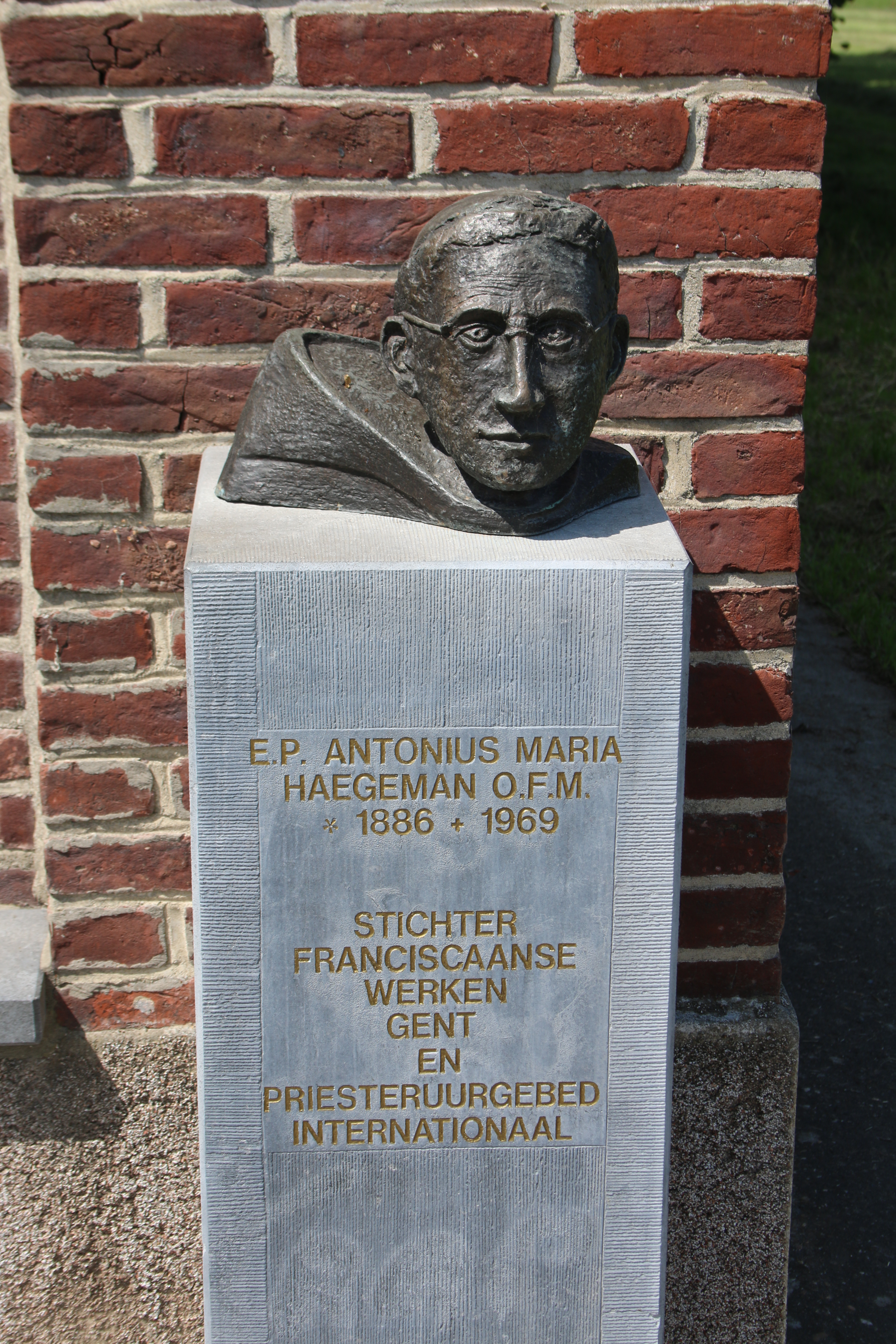
Standbeeld Antonius M. Haegeman

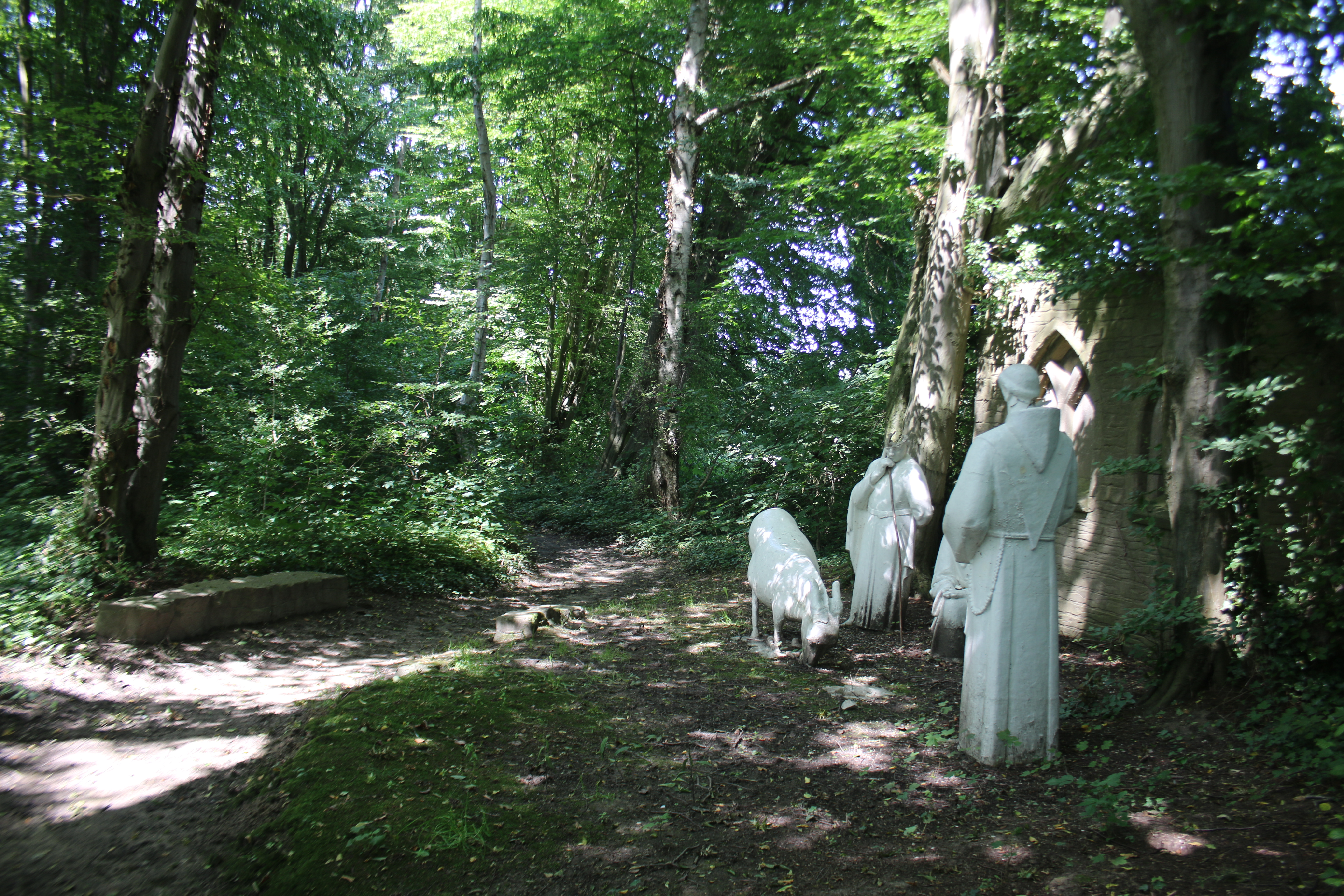
Beeldentuin
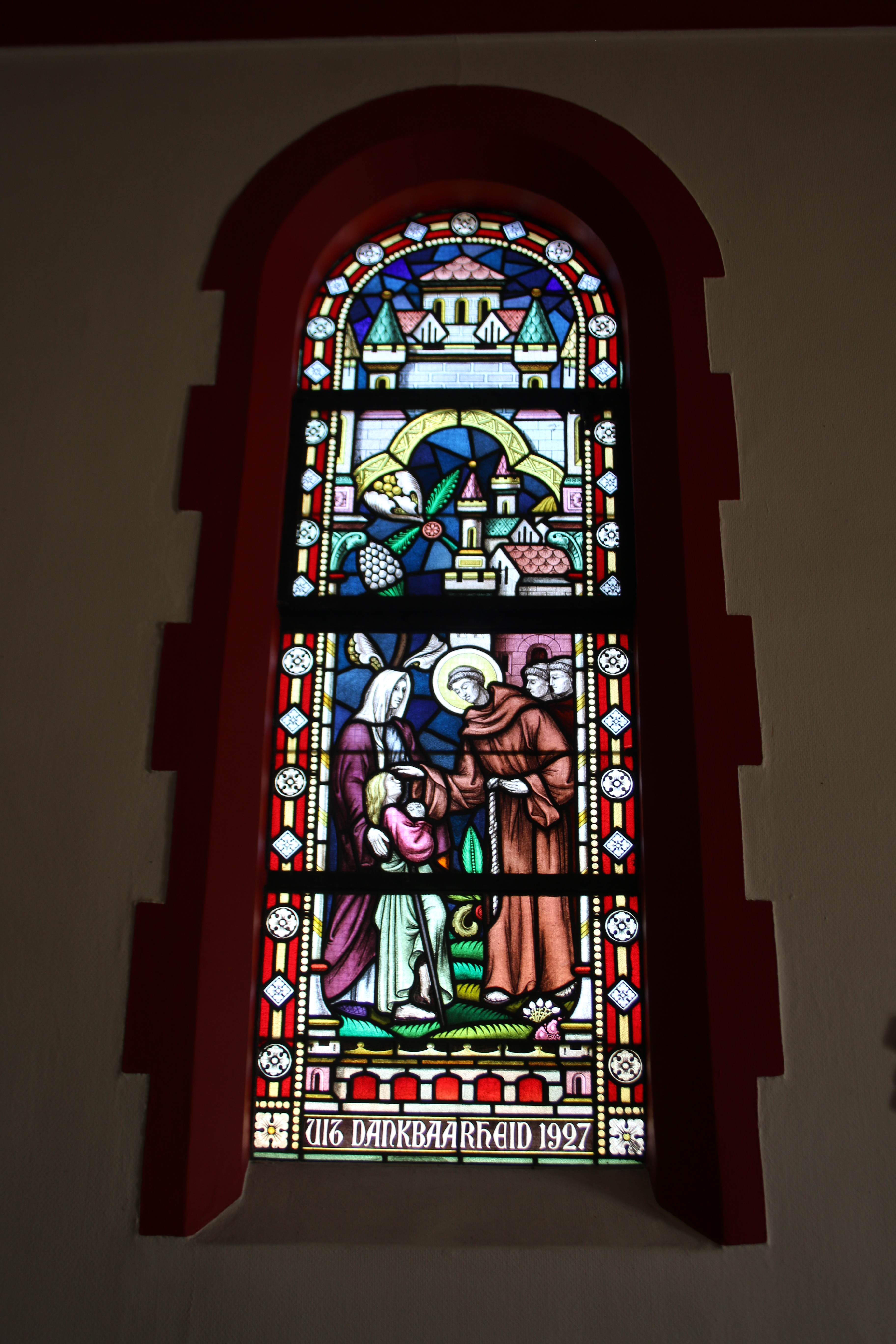
Glasraam
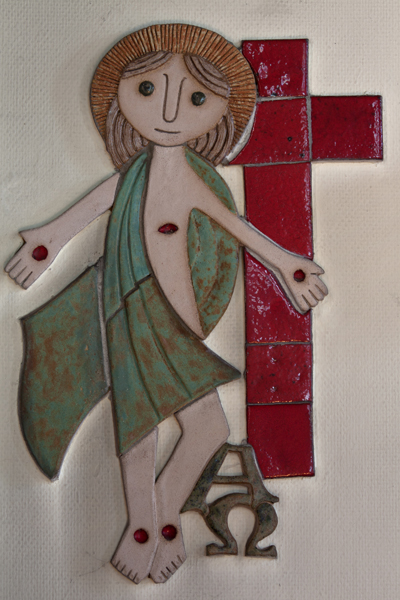
Kruisgang (Georges Herregods)
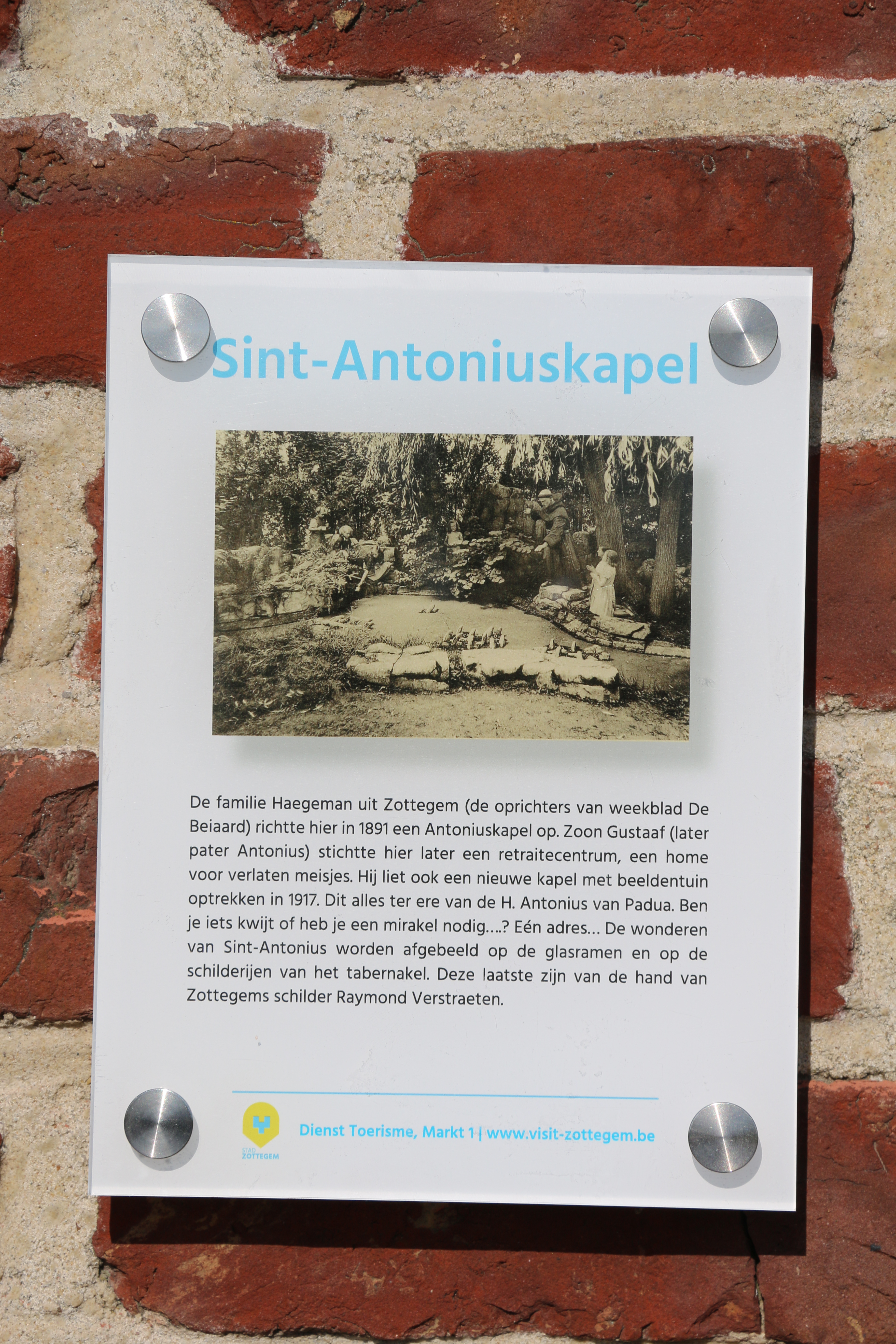
Infobord